# Varco di Rafah
Il varco di Rafah (arabo: تقاطع حدود رفح, in ebraico: מעבר רפיח) è una frontiera internazionale tra l'Egitto e la striscia di Gaza. È stato costruito dai governi israeliano ed egiziano dopo il trattato di pace israelo-egiziano del 1979 e confermato dal ritiro israeliano dalla penisola del Sinai nel 1982. Attraversa la vecchia città di Rafah quasi nel centro, dividendola in una città palestinese e una egiziana. È stato gestito dalla Autorità Aeroportuale Israeliana fino all'11 settembre 2005, come stabilito dal Piano di disimpegno unilaterale israeliano.
Il varco è stato aperto, sotto il controllo della missione dell'Unione europea di assistenza alle frontiere (EUBAM), il 25 novembre 2005 e gestito quasi ininterrottamente fino al 25 giugno 2006.
Nel giugno 2007, l'attraversamento è stato chiuso dalle autorità egiziane dopo l'acquisizione della striscia di Gaza da parte di Hamas.
Il 22 gennaio 2008, miliziani di Hamas hanno demolito circa 200 metri del muro di confine che compone il varco. A seguito di questa operazione, un elevato numero di palestinesi (le stime variano da 200.000 a 700.000) è entrato in Egitto per acquistare beni di vario genere, come cibo, carburante, generatori e sigarette. L'8 febbraio il varco è stato nuovamente chiuso dalle autorità egiziane e da Hamas, eccezion fatta per chi doveva tornare nella striscia, dopo la fuga in Egitto.
Dopo la rivoluzione in Egitto del 2011, il governo egiziano ha aperto un tavolo con Hamas, per ridurre le limitazioni agli attraversamenti del varco.
Il 7 maggio 2024 le forze armate israeliane hanno preso il controllo del valico che, a seguito dello scoppio della Guerra di Gaza, rappresenta uno dei principali canali di trasporto degli aiuti a Gaza.